# 2019-es Formula–2 abu-dzabi nagydíj
A 2019-es Formula–2 abu-dzabi nagydíj egy két futamból álló versenyhétvége volt, amelyet november 30. és december 1. között rendeztek meg a Yas Marina Circuit versenypályán Abu-Dzabi-ban. Ez volt a tizenkettedik és egyben utolsó fordulója a 2019-es FIA Formula–2 szezonnak. A versenyeket az Formula–1 abu-dzabi nagydíj betétfutamaiként tartották meg. A főversenyt a brazil Sérgio Sette Câmara, míg a sprintversenyt az olasz Luca Ghiotto nyerte meg.

## Változások a verseny előtt
Christian Lundgaard Ralph Boschung helyét vette át a Trident csapatánál.

## Eredmények

### Kvalifikáció
| Poz.    | #  | Versenyző            | Csapat                        | Idő      | Különbség | Rajthely     |
| ------- | -- | -------------------- | ----------------------------- | -------- | --------- | ------------ |
| 1       | 5  | Sérgio Sette Câmara  | DAMS                          | 1.49,751 |           | 1            |
| 2       | 11 | Callum Ilott         | Sauber Junior Team by Charouz | 1.49,840 | +0,089    | 2            |
| 3       | 1  | Louis Delétraz       | Carlin                        | 1.49,931 | +0,180    | 3            |
| 4       | 2  | Macusita Nobuharu    | Carlin                        | 1.50,157 | +0,406    | 4            |
| 5       | 7  | Csou Kuan-jü         | UNI-Virtuosi Racing           | 1.50,190 | +0,439    | 5            |
| 6       | 4  | Nyck de Vries        | ART Grand Prix                | 1.50,288 | +0,537    | 6            |
| 7       | 6  | Nicholas Latifi      | DAMS                          | 1.50,303 | +0,552    | 7            |
| 8       | 15 | Jack Aitken          | Campos Racing                 | 1.50,520 | +0,769    | 8            |
| 9       | 3  | Nyikita Mazepin      | ART Grand Prix                | 1.50,618 | +0,867    | 9            |
| 10      | 9  | Mick Schumacher      | Prema Racing                  | 1.50,652 | +0,901    | 10           |
| 11      | 8  | Luca Ghiotto         | UNI-Virtuosi Racing           | 1.50,858 | +1,107    | 11           |
| 12      | 20 | Giuliano Alesi       | Trident                       | 1.50,920 | +1,169    | 12           |
| 13      | 16 | Jordan King          | MP Motorsport                 | 1.51,174 | +1,423    | 13           |
| 14      | 22 | Artyom Markelov      | BWT Arden                     | 1.51,412 | +1,661    | 14           |
| 15      | 12 | Matyevosz Iszakjan   | Sauber Junior Team by Charouz | 1.51,522 | +1,771    | 15           |
| 16      | 14 | Szató Marino         | Campos Racing                 | 1.51,829 | +2,078    | 16           |
| 17      | 10 | Sean Gelael          | Prema Racing                  | 1.51,884 | +2,133    | 17           |
| 18      | 21 | Christian Lundgaard  | Trident                       | 1.52,140 | +2,389    | 18           |
| 19      | 18 | Tatiana Calderón     | BWT Arden                     | 1.52,412 | +2,661    | 19           |
| 20      | 17 | Mahaveer Raghunathan | MP Motorsport                 | 1.53,363 | +3,612    | Bokszutca[a] |
| Forrás: |    |                      |                               |          |           |              |

Megjegyzés:
- ↑ a:  - Mahaveer Raghunathan szabálytalanul gyakorolta a rajtot, így a bokszutcából kellett rajtolnia.[6]

### Főverseny
| Poz.                                                                     | #  | Versenyző            | Csapat                        | Körök | Idő/Kiesés  | Rajthely  | Pont |
| ------------------------------------------------------------------------ | -- | -------------------- | ----------------------------- | ----- | ----------- | --------- | ---- |
| 1                                                                        | 5  | Sérgio Sette Câmara  | DAMS                          | 31    | 1:02.17,011 | 1         | 25+4 |
| 2                                                                        | 2  | Macusita Nobuharu    | Carlin                        | 31    | +5,149      | 4         | 18   |
| 3                                                                        | 7  | Csou Kuan-jü         | UNI-Virtuosi Racing           | 31    | +7,765      | 5         | 15+2 |
| 4                                                                        | 1  | Louis Delétraz       | Carlin                        | 31    | +10,919     | 3         | 12   |
| 5                                                                        | 11 | Callum Ilott         | Sauber Junior Team by Charouz | 31    | +15,981     | 2         | 10   |
| 6                                                                        | 8  | Luca Ghiotto         | UNI-Virtuosi Racing           | 31    | +20,385     | 11        | 8    |
| 7                                                                        | 6  | Nicholas Latifi      | DAMS                          | 31    | +25,785     | 7         | 6    |
| 8                                                                        | 20 | Giuliano Alesi       | Trident                       | 31    | +32,249     | 12        | 4    |
| 9                                                                        | 9  | Mick Schumacher      | Prema Racing                  | 31    | +41,902     | 10        | 2    |
| 10                                                                       | 3  | Nyikita Mazepin      | ART Grand Prix                | 31    | +48,680     | 9         | 1    |
| 11                                                                       | 15 | Jack Aitken          | Campos Racing                 | 31    | +49,560     | 8         |      |
| 12                                                                       | 16 | Jordan King          | MP Motorsport                 | 31    | +50,479     | 13        |      |
| 13                                                                       | 4  | Nyck de Vries        | ART Grand Prix                | 31    | +53,455     | 6         |      |
| 14                                                                       | 21 | Christian Lundgaard  | Trident                       | 31    | +53,963     | 18        |      |
| 15                                                                       | 12 | Matyevosz Iszakjan   | Sauber Junior Team by Charouz | 31    | +56,593     | 15        |      |
| 16                                                                       | 18 | Tatiana Calderón     | BWT Arden                     | 31    | +58,602     | 19        |      |
| 17                                                                       | 10 | Sean Gelael          | Prema Racing                  | 31    | +1.02,900   | 17        |      |
| 18                                                                       | 14 | Szató Marino         | Campos Racing                 | 31    | +1.37,470   | 16        |      |
| Ki                                                                       | 22 | Artyom Markelov      | BWT Arden                     | 9     |             | 14        |      |
| Ki                                                                       | 17 | Mahaveer Raghunathan | MP Motorsport                 | 7     |             | Boksztuca |      |
| Leggyorsabb kör: Csou Kuan-jü (UNI-Virtuosi Racing) — 1.54,077 (30. kör) |    |                      |                               |       |             |           |      |
| Forrás:                                                                  |    |                      |                               |       |             |           |      |

### Sprintverseny
| Poz.                                                        | #  | Versenyző            | Csapat                        | Körök | Idő/Kiesés | Rajthely | Pont |
| ----------------------------------------------------------- | -- | -------------------- | ----------------------------- | ----- | ---------- | -------- | ---- |
| 1                                                           | 8  | Luca Ghiotto         | UNI-Virtuosi Racing           | 22    | 44.22,552  | 6        | 15   |
| 2                                                           | 6  | Nicholas Latifi      | DAMS                          | 22    | +7,274     | 2        | 12+2 |
| 3                                                           | 5  | Sérgio Sette Câmara  | DAMS                          | 22    | +10,235    | 8        | 10   |
| 4                                                           | 11 | Callum Ilott         | Sauber Junior Team by Charouz | 22    | +16,106    | 4        | 8    |
| 5                                                           | 20 | Giuliano Alesi       | Trident                       | 22    | +17,273    | 1        | 6    |
| 6                                                           | 1  | Louis Delétraz       | Carlin                        | 22    | +19,451    | 5        | 4    |
| 7                                                           | 2  | Macusita Nobuharu    | Carlin                        | 22    | +28,230    | 7        | 2    |
| 8                                                           | 7  | Csou Kuan-jü         | UNI-Virtuosi Racing           | 22    | +29,112    | 6        | 1    |
| 9                                                           | 16 | Jordan King          | MP Motorsport                 | 22    | +31,532    | 12       |      |
| 10                                                          | 15 | Jack Aitken          | Campos Racing                 | 22    | +32,075    | 11       |      |
| 11                                                          | 9  | Mick Schumacher      | Prema Racing                  | 22    | +33,578    | 9        |      |
| 12                                                          | 21 | Christian Lundgaard  | Trident                       | 22    | +37,018    | 14       |      |
| 13                                                          | 4  | Nyck de Vries        | ART Grand Prix                | 22    | +40,436    | 13       |      |
| 14                                                          | 18 | Tatiana Calderón     | BWT Arden                     | 22    | +43,149    | 16       |      |
| 15                                                          | 17 | Mahaveer Raghunathan | MP Motorsport                 | 22    | +52,593    | 20       |      |
| 16                                                          | 14 | Szató Marino         | Campos Racing                 | 22    | +59,719    | 18       |      |
| 17                                                          | 3  | Nyikita Mazepin      | ART Grand Prix                | 19    |            | 10       |      |
| Ki                                                          | 12 | Matyevosz Iszakjan   | Sauber Junior Team by Charouz | 18    |            | 15       |      |
| Ki                                                          | 10 | Sean Gelael          | Prema Racing                  | 16    |            | 17       |      |
| Ki                                                          | 22 | Artyom Markelov      | BWT Arden                     | 10    |            | 19       |      |
| Leggyorsabb kör: Nicholas Latifi (DAMS) — 1.55,526 (6. kör) |    |                      |                               |       |            |          |      |
| Forrás:                                                     |    |                      |                               |       |            |          |      |

## A bajnokság végeredménye
| H  | Versenyzők          | Pont | H  | Konstruktőrök  | Pont |
| -- | ------------------- | ---- | -- | -------------- | ---- |
| 1. | Nyck de Vries       | 266  | 1. | DAMS           | 418  |
| 2. | Nicholas Latifi     | 214  | 2. | UNI-Virtuosi   | 347  |
| 3. | Luca Ghiotto        | 207  | 3. | ART Grand Prix | 277  |
| 4. | Sérgio Sette Câmara | 204  | 4. | Carlin         | 236  |
| 5. | Jack Aitken         | 159  | 5. | Campos Racing  | 189  |